# Болтон, Том (астроном)
Чарльз Томас Болтон (англ. Charles Thomas Bolton; 18 апреля 1943 — 4 февраля 2021) — американский астроном, который был одним из первых, кто предоставил доказательства существования чёрных дыр звёздной массы.

## Биография
В 1966 году Болтон получил степень бакалавра в Иллинойсском университете, а затем степень доктора наук[уточнить] (1968) и докторскую степень[уточнить] (1970) в Мичиганском университете. После защиты докторской диссертации он преподавал в Обсерватории им. Дэвида Данлэпа до 1972 года. Также он преподавал в Скарборо-Колледже с 1971 по 1972 год и в Эриндейльском колледже с 1972 по 1973 год, хотя в 1973 году последний стал филиалом астрономического факультета Торонтского университета, но Болтон работает там и по сей день и считается заслуженным профессором.
Болтон является членом Королевского общества Канады.

## Открытие
В 1971 году, в качестве постдоктора и по совместительству члена факультета изучения бинарных систем в Обсерватории им. Дэвида Данлэпа, Болтон, независимо от Луизы Уэбстер (Louise Webster) и Пола Мурдин (Paul Murdin) в Королевской Гринвичской обсерватории, наблюдал как звезда HDE 226868 раскачивалась, как если бы она находилась на орбите невидимого массивного тела, и испускала мощное рентгеновское излучение. Дальнейший анализ дал такую оценку массы этого тела, необходимой для такого гравитационного притяжения, что она оказалось слишком большой для нейтронной звезды. Последующие наблюдения подтвердили результаты, и в 1973 году астрономическим сообществом в целом объект Лебедь x-1 (HDE 226868) был признан чёрной дырой, лежащей в плоскости Млечного Пути на галактической широте примерно в 3 градуса.